# Efecte Landau–Pomeranchuk–Migdal
En física d'altes energies, l'efecte Landau–Pomeranchuk–Migdal (conegut també per les inicials dels seus autors, efecte LPM), descriu la reducció de les seccions eficaces de radiació de frenada i de producció de parells electró-positró d'una partícula electromagnètica (un fotó o un electró) que travessa a altes energies un medi de densitat alta. Rep el nom dels físics teòrics que van explicar el fenomen: Lev Landau, Isaak Pomeranchuk i Arkady Migdal. Encara que la teoria original descriu partícules electromagnètiques, l'efecte és aplicable també a partícules que interactuen sota la força forta.

## Descripció
Una partícula que travessa un medi experimenta múltiples difusions amb les partícules que el conformen. Quan l'energia de la partícula és prou elevada, efectes d'interferència entre punts de dispersió adjacents apareixen. Quan la partícula té molta energia, la transferència d'impulsió longitudinal a cada difusió és molt petita (relativa a l'energia de la partícula incident) i, a partir del principi d'incertesa, la longitud d'ona dels intercanvis d'impulsió augmenta. Si la longitud d'ona esdevé més llarga que el recorregut lliure mig (la distància mitjana entre punts de difusió) de la partícula original que travessa el medi, aleshores les dispersions ja no poden ser tractades com a esdeveniments independents. L'espectre clàssic de radiació de Bethe–Heitler, generat per difusions múltiples independents, es redueix per la interferència quàntica entre difusions successives i, per tant, la secció eficaç associada disminueix: les partícules travessen més fàcilment el medi car perden menys energia. Aquest fenomen rep el nom d'efecte LPM.
Els físics Lev Landau I Isaak Pomeranchuk van mostrar que les fórmules de radiació de frenada i de creació de parells d'una partícula travessant un medi, proposades originalment per Hans Bethe i Walter Heitler (la fórmula de Bethe–Heitler), eren inaplicables a altes energies o en medis de densitat alta car l'efecte de difusió elàstica múltiple deguda a àtoms veïns, redueix les seccions eficaces corresponents. Arkady Migdal va desenvolupar una fórmula aplicable a altes energies o grans densitats del medi que tenia en compte aquests efectes.